# 舊波恰伊夫
50°1′12″N 25°28′46″E / 50.02000°N 25.47944°E
舊波恰伊夫（烏克蘭語：Старий Почаїв）是位於烏克蘭西部泰爾諾皮爾州裏克列梅涅茨區的村莊，面積20.4平方公里，2022年人口1,500，人口密度每平方公里76.6人。